# Cuộc nổi loạn trên tàu Bounty

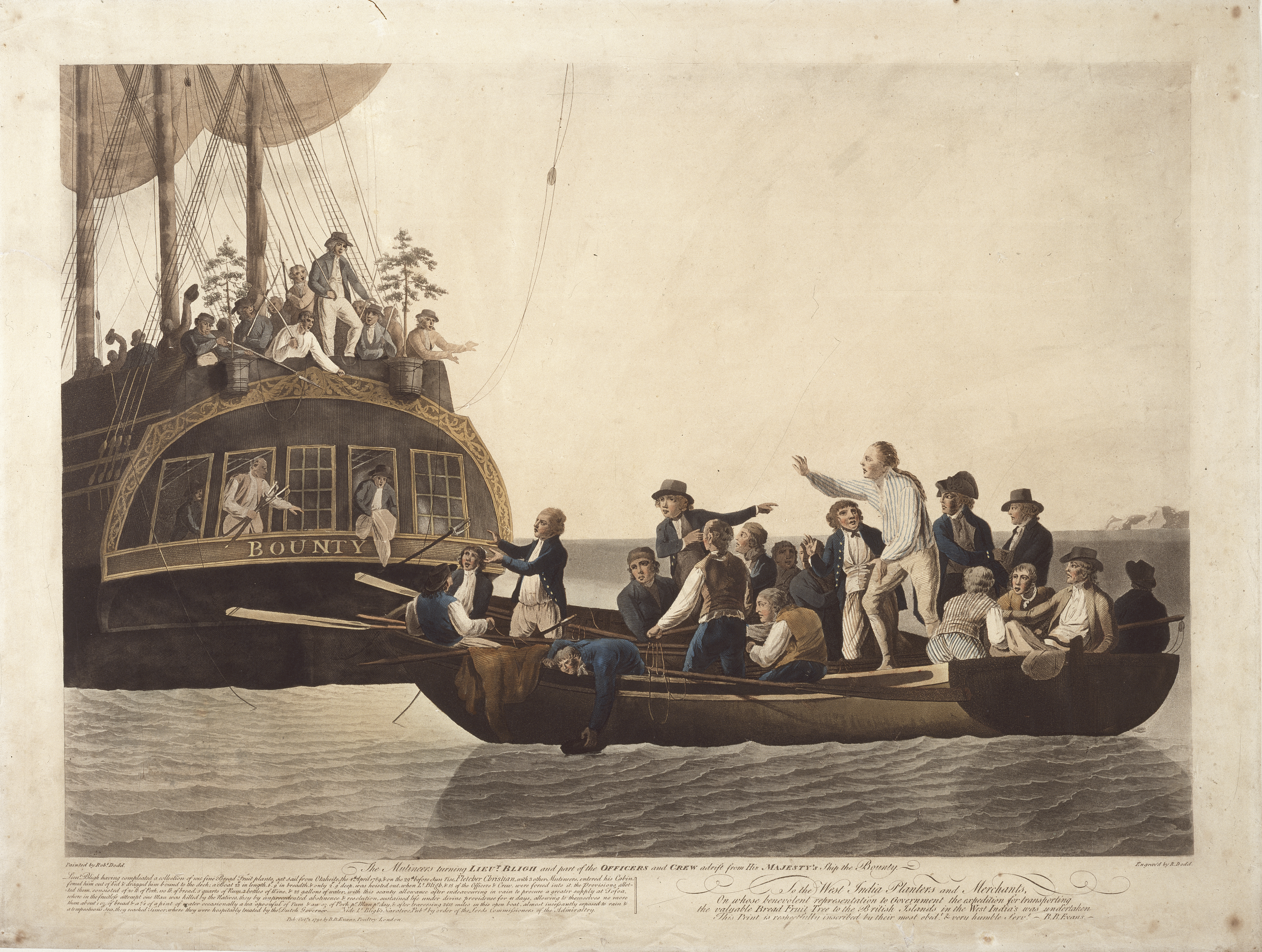
Fletcher Christian và những kẻ nổi loạn thuyền trưởng Trung úy William Bligh và bỏ ông ta và 18 người trung thành xuống một chiếc xuồng cứu sinh; tranh năm 1790 bởi Robert Dodd

Cuộc nổi loạn trên tàu Hải quân Hoàng gia HMS Bounty xảy ra ở nam Thái Bình Dương vào ngày 28 tháng 4 năm 1789. Các thuyền viên bất mãn, dẫn đầu là Trung úy Fletcher Christian, chiếm quyền kiểm soát con tàu từ thuyền trưởng Trung úy William Bligh và bỏ ông ta và 18 người trung thành xuống một chiếc xuồng cứu sinh với số thực phẩm chỉ đủ cho 5 ngày. Mất gần 2 tháng lênh đênh trên biển, William Bligh cùng nhóm của ông mới được cứu thoát sau khi đã vượt qua quãng đường dài 6.500 km.
Bounty đã rời Anh vào năm 1787 trong một nhiệm vụ thu thập và vận chuyển cây bánh mì từ Tahiti đến Tây Ấn. Một cuộc sắp đặt kéo dài năm tháng ở Tahiti, trong đó nhiều người đàn ông sống trên bờ và hình thành mối quan hệ với người Polynesia bản địa, tỏ ra có hại cho kỷ luật. Mối quan hệ giữa Bligh và thủ thủ đoàn của ông xấu đi sau khi anh ta bắt đầu đưa ra những hình phạt, chỉ trích và lạm dụng ngày càng khắc nghiệt, Christian là một mục tiêu cụ thể. Sau ba tuần trở lại biển, Christian và những người khác đã buộc Bligh rời khỏi con tàu. Hai mươi lăm người vẫn ở trên tàu sau đó, bao gồm cả những người trung thành chống lại ý chí của họ và những người khác không có chỗ trong buổi ra mắt.
Sau khi Bligh đến Anh vào tháng 4 năm 1790, Đô đốc đã gửi HMS Pandora để bắt giữ những kẻ nổi loạn. Mười bốn người đã bị bắt ở Tahiti và bị giam cầm trên tàu Pandora, sau đó tìm kiếm mà không thành công cho bữa tiệc của Christian đã ẩn náu trên đảo Pitcairn. Sau khi quay trở lại Anh, Pandora mắc cạn trên Rạn san hô Great Barrier, với việc mất 31 thủy thủ đoàn và bốn tù nhân từ Bounty. 10 tù nhân còn sống sót đã đến Anh vào tháng 6 năm 1792 và bị tòa án xử tử hình; bốn người được tha bổng, ba người được ân xá và ba người bị treo cổ.
Nhóm của Christian vẫn chưa được khám phá trên Pitcairn cho đến năm 1808, khi đó chỉ có một người đột biến, John Adams, vẫn còn sống. Hầu như tất cả những người đồng lõa nội loạn cùng ông này, bao gồm Christian, đã bị giết, hoặc bởi trong nhóm họ với nhau hoặc bởi những người đồng hành Polynesia của họ. Không có hành động chống lại Adams; Hậu duệ của những người nổi loạn và những người bị giam cầm Tahiti của họ sống ở Pitcairn vào thế kỷ 21. Quan điểm được chấp nhận rộng rãi về Bligh như một bạo chúa hống hách  và Christian là nạn nhân bi thảm của hoàn cảnh, như được mô tả trong các phim nổi tiếng, đã bị thách thức bởi các nhà sử học cuối thế kỷ 20 và 21 từ đó một bức tranh thông cảm hơn về Bligh đã xuất hiện.

## TàuBountyvà nhiệm vụ của nó

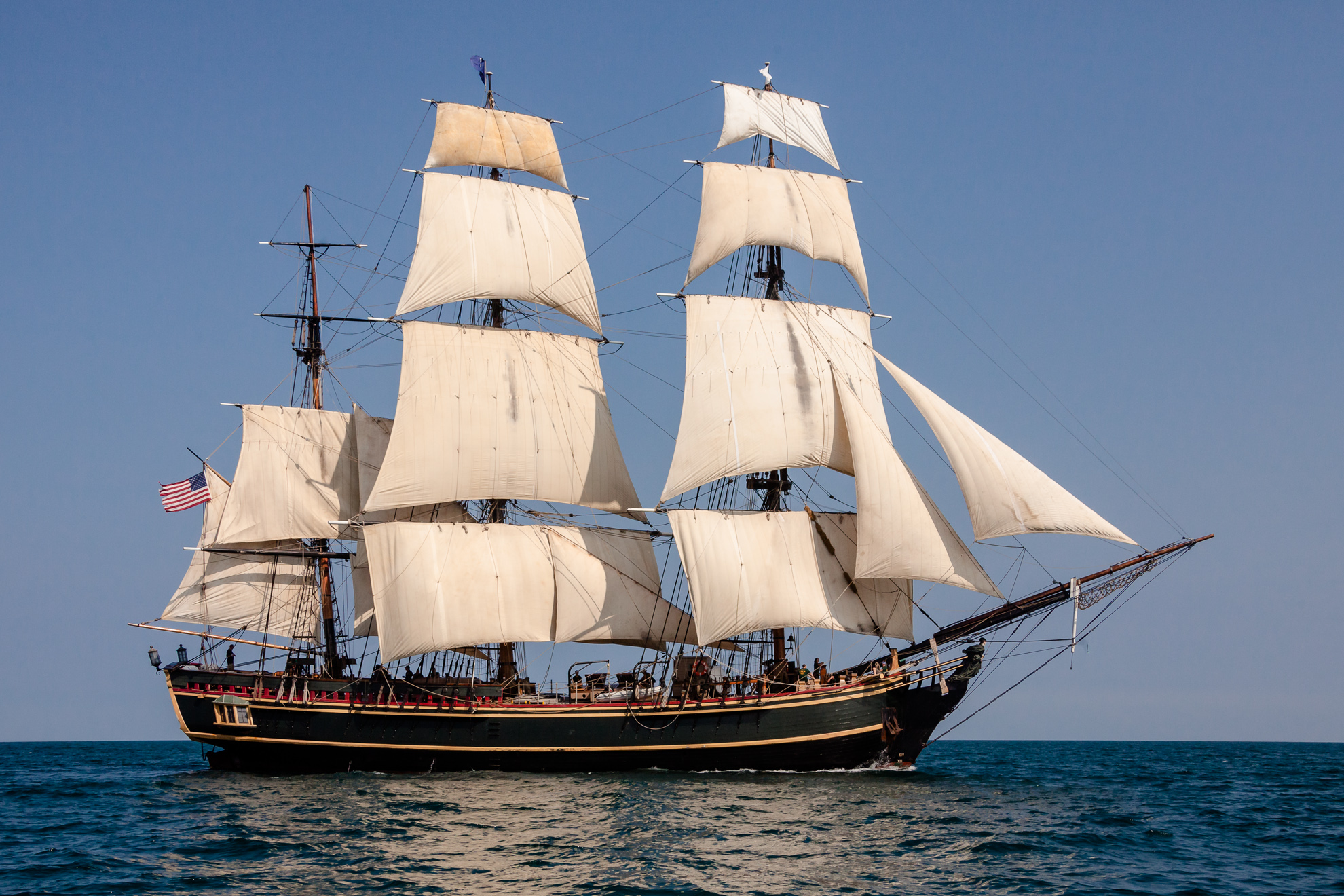
Một chiếc tàu đóng lại năm 1960 của

Tàu Bounty được đóng bằng gỗ tại xưởng đóng tàu Blaydes ở Hull, Yorkshire và được đặt tên Bethia. Tàu được đổi tên sau khi được Hải quân Hoàng gia mua lại với giá 1950 £ tháng 5 năm 1787. Tàu có với 3 cột buồm chính91 foot (28 m) và 1 buồm lái. Tàu dài 28m, ngang 7,2m, tải trọng tối đa 230 tấn. Nó được vũ trang 4 khẩu đại bác bắn đạn bi, cỡ nòng 50mm, 10 đại bác 20mm cùng một số súng trường.  Tàu được hạ thủy năm 1784. Trước khi lên đường, hầu hết các cabin lớn trên tàu được cải tạo thành nhà kính, có khả năng chứa hơn 1.000 chậu trồng cây bánh mì và điều này đã khiến không gian sống của các thủy thủ trên tàu trở nên chật hẹp.